# 凱洛格 (愛荷華州)
凱洛格（英語：Kellogg）是一個位於美國愛荷華州傑斯帕縣的城市。

## 地理
凱洛格的座標為41°43′00″N 92°54′27″W / 41.71667°N 92.90750°W，而該地的平均海拔高度為273米（即896英尺）。

## 人口
根據2010年美國人口普查的數據，凱洛格的面積為0.96平方千米，當中陸地面積為0.96平方千米，而水域面積為0.00平方千米。當地共有人口599人，而人口密度為每平方千米623人。